# Dark Blue and Moonlight
 (juin 2018).
Dark Blue and Moonlight, est un web-drama BL taïwanais.

## Distribution
- Tom Wang (zh) : Yan Fei
- Moa Chen (zh) : Su Hai Qing
- Tim Huang (zh) : Chen Ping Jun
- Charles Lin (zh) : Jimmy